# مصر (مقاطعة رومانية)
أصبحت مصر (باللاتينية: Aegyptus، باليونانية العامية المختلطة: Αἴγυπτος، وتنطق: إيجبتوس) مقاطعة رومانية في 30 ق.م. بعد أن هَزَمّ أوكتافيوس (الإمبراطور الروماني المستقبلي باسم أغسطس) خصمه مارك أنطوني وأطاح بعرش الملكة الفرعونية كليوباترا وضم المملكة البطلمية إلى الإمبراطورية الرومانية. شملت المقاطعة معظم مناطق مصر الحديثة باستثناء شبه جزيرة سيناء، التي غزاها تراجان لاحقاً. كانت مقاطعة كريت وبرقة تحد إيجبتوس غرباً ويهودا (العربية البترائية لاحقاً) شرقاً.
أصبحت المقاطعة بمثابة منتج رئيسي للحبوب للإمبراطورية وامتلكت اقتصاداً حضرياً متطوراً للغاية. كانت إيجبتوس إلى حد كبير أغنى المقاطعات الرومانية الشرقية وإلى حد بعيد أغنى مقاطعة رومانية خارج إيطاليا. لم يُعرف عدد سكان مصر الرومانية؛ على الرغم من أن التقديرات تتراوح من 4 إلى 8 ملايين. كانت الإسكندرية، عاصمتها، تمتلك أكبر ميناء واعتُبرّت ثاني أكبر مدينة في الإمبراطورية الرومانية.[بحاجة لمصدر]
بعد اغتيال يوليوس قيصر في 44 ق.م.، انحازت المملكة البطلمية (حكمت من 305-30 ق.م.)، التي حكمت مصر منذ أن قضت حروب الإسكندر الأكبر على مصر الأخمينية (الأسرة الحادية والثلاثون)، إلى مارك أنطوني في الحرب النهائية للجمهورية الرومانية، ضد المنتصر النهائي أوكتافيوس، الذي بصفته أغسطس أصبح أول إمبراطور روماني في 27 ق.م.، بعد أن هزم مارك أنطوني والملكة الفرعونية كليوباترا السابعة، في معركة أكتيوم البحرية. بعد وفاة أنطوني وكليوباترا، ضَمّت الجمهورية الرومانية مملكة مصر البطلمية. حكم أوغسطس والعديد من الأباطرة اللاحقين مصر كفراعنة رومان. تفككت المؤسسات البطلمية، على الرغم من الحفاظ على بعض العناصر البيروقراطية، حيث أُصلحّت الإدارة الحكومية بالكامل جنباً إلى جنب مع الهيكل الاجتماعي. استمر استخدام النظام القانوني الإغريقي-المصري للفترة الهلنستية، لكن ضمن حدود القانون الروماني. كما ظلّت التترادراخما المسكوكة في العاصمة البطلمية بالإسكندرية عملة لاقتصاد نقدي متزايد، إلا أن قيمتها أصبحت معادلة للدينار الروماني. احتفظ كهنة المعبودات المصرية القديمة والديانات الهلنستية في مصر بمعظم معابدهم وامتيازاتهم وخدموا بدورهم عبادة الأباطرة الرومان المؤلَّهين بجانب عائلاتهم.
منذ القرن الأول قبل الميلاد، كان الإمبراطور صاحب تعيين الحاكم الروماني على مصر لولاية متعددة السنوات مع منحه رتبة بريفيكتوس. كان كل من الحاكم وكبار المسؤولين من رتبة الفرسان (عوضاً عن رتبة مجلس الشيوخ). تمركزت ثلاثة فيالق رومانية في مصر خلال أوائل عصر الإمبراطورية الرومانية، مع تخفيض الحامية لاحقاً إلى فيلقين، جنباً إلى جنب مع احتياطي الجيش الروماني. أدخل أغسطس إصلاحات زراعية مكنّت من استحقاق أوسع للملكية الخاصة للأراضي (كان ذلك نادراً في السابق في ظل نظام الاستيطان البطلمي للمخصصات بموجب الحيازة المِلْكِيَّة) وتحولّت الإدارة المحلية لتصبح نظاماً ليتورجياً (خدمياً) رومانياً، حيث كان ملاك الأراضي مُطالبين بالخدمة في الحكومة المحلية. زادت مكانة المدن المصرية، لا سيما المدن الرئيسية في كل نوم (منطقة إدارية)، والمعروفة باسم ميتروبوليس (باليونانية العامية: μητρόπολις، أي «المدينة الأم»). كان يحكم مدن الميتروبوليس قضاة مستقدمين من النظام الليتورجي. مارس هؤلاء القضاة، كما هو الحال في المدن الرومانية الأخرى، سياسة (توزيع جزء من ثروتهم على المجتمع) وشيدوا المباني العامة. في عام 200/201، سمح الإمبراطور سيبتيموس سيفيروس (حكم من 193 إلى 211) لكل ميتروبوليس ولمدينة الإسكندرية بتشكيل بويل (مجلس مدينة هلنستي).
ضرب الطاعون الأنطوني مصر الرومانية في القرن الثاني الميلادي، لكنها تعافت بحلول القرن الثالث. بعدما فلتت بمقدار كبير من أزمة القرن الثالث، سقطت مصر الرومانية تحت سيطرة مملكة تدمر المنشقة بعد غزو زنوبيا لمصر في 269. نجح الإمبراطور أوريليان (حكم من 270 إلى 275) في حصار الإسكندرية واستعادة مصر، كما فعل دقلديانوس (حكم من 284-305) في حملته (297-298) ضد المغتصبين دوميتيوس دوميتيانوس وأخيليوس.
قُسمّ سكان مصر الرومانية حسب الطبقة الاجتماعية على أُسُس عرقية وثقافية. أُعفيّ المواطنون الرومان ومواطنو الإسكندرية من ضريبة الرؤوس التي يدفعها السكان الآخرون، المصريون، وكان لهم مزايا قانونية أخرى محددة. دفع المصريون المقيمون قانونياً في حواضر المقاطعات ضريبة رؤوس مخفضة وكان لديهم امتيازات أكثر من المصريين الآخرين وفي داخل هذه المدينة، وُجدّت النخبة الاجتماعية والسياسية الهيلينية، التي هيمنت على مصر باعتبارها أرستقراطية حضرية مالكة للأراضي بحلول القرن الثاني وخلال القرن الثالث من خلال عقاراتهم الخاصة الكبيرة. كان معظم السكان من الفلاحين وعمل العديد منهم مزارعين مستأجرين مقابل إيجارات عينية عالية وذلك بزراعة الأراضي المقدسة المملوكة للمعابد أو الأراضي العامة التي كانت مملوكة للنظام الملكي المصري سابقاً. كان الانقسام بين الحياة الريفية في القرى، حيث تستعمل اللغة المصرية وبين الحياة الحضرية، حيث كان المواطنون يتحدثون اليونانية العامية المختلطة ويترددون على ساحات الجيمناسيون الهلنستية، أبرز انقسام ثقافي في مصر الرومانية ولم يحله المرسوم الأنطوني عام 212، الذي جعل كل المصريين الأحرار مواطنين رومانيين. ومع ذلك، كان هناك حراك اجتماعي كبير، مصاحباً لتوسع حضري وانتشرت مشاركة السكان الفلاحين في الاقتصاد النقدي وتعلم القراءة والكتابة باليونانية.
مع أواخر العصور القديمة المتأخرة، تزامنت الإصلاحات الإدارية والاقتصادية لديوكلديانوس (الذي حكَم من 284-305) مع تنصير الإمبراطورية الرومانية، وعلى وجه الخصوص مع انتشار المسيحية في مصر. وبعد انتزاع قسطنطين العظيم مصر من شريكه السابق أغسطس ليسينيوس (الذي حكَم من 308-324)، نشَرَ الأباطرة الديانة المسيحية. وظهرت اللغة القبطية، وهي الشكل الأخير من اللغة المصرية، ظهرت بوصفها لغة أدبية لدى مسيحيي مصر الرومانية. في ظِلّ حكم ديوكلديانوس، تراجعت الحدود ناحية مصب النهر حتى الشلال الأول للنيل في سين (أسوان)، مما مثّل انسحابًا من منطقة دوديكاشوينوس. بقيت تلك الحدود الجنوبية غالبًا في حالةِ سلمٍ طوال عدة قرون، كما تُظهِر الوثائق العسكرية من أواخر القرن الخامس، والسادس، والسابع التي أرسلتها الحاميات العسكرية في أسوان، وفيلة، وإلفنتين.
من المحتمل أن يكون جنود الجيش الروماني المتأخر في تلك الحاميات العسكرية من أفراد ليمنتنيي، إنما خدمت الوحدات النظامية كذلك في مصر، ومنها وحدة سكوثيي يوستيناني التابعة لجستنيان الأول (الذي حكَم من 527-565)، والمعروف بتمركزه في مقاطعة طيبة. أدت إصلاحات قسطنطين للعملة، والتي شملت إدخال ذهب الصولديوس، أدت إلى حالة استقرار في الاقتصاد، وضمنت بقاء مقاطعة مصر الرومانية نظامًا نقديًا، حتى في الاقتصاد الريفي. برز أكثر فأكثر التوجّه نحو الملكية الخاصة للأرض في القرن الخامس وبلغ ذروته في القرن السادس، إذ بُنيت الكثير من المقاطعات الكبرى انطلاقًا من عدة أراضٍ منفصلة. تملّكت الكنائس المسيحية بعض العقارات الكبيرة، وشملت فئة أصحاب الأراضي الأصغر حجمًا أولئك الذين كانوا أنفسهم مزارعين مستأجرين في ممتلكاتٍ أكبر وأصحاب أراضٍ يشغّلون مزارعين مستأجرين للعمل في أراضيهم في نفس الوقت.
وصلت أول جائحة للطاعون إلى حوض البحر الأبيض المتوسط مع ظهور طاعون جستنيان في مدينة الفرما، في مصر الرومانية في العام 541.
في العام 641، خرجت مصر من سيطرة الإمبراطورية الرومانية، وأصبحت جزءًا من دولة الخلافة الراشدة بعد الفتح الإسلامي لمصر.

## الحكم الروماني في مصر
مع انتصار روما على نظام البطالمة في مصر، أدخلوا عليها العديد من التغييرات. في البداية، هدفَ الغزو الروماني إلى تعزيز موقف النخبة الإغريقية والإرث الهلنستي في مواجهة التأثيرات المصرية. فأُبقي على بعض المناصب السابقة من حقبة حُكم البطالمة الهلنستي بأسمائها، في حين غُيّر بعضها. وبقيت بعض الأسماء، إنما تغيرت وظيفة المنصب وطريقة إدارته.
أجرى الرومان تغييرات جذرية في النظام الإداري، وذلك بغية الوصول إلى مستوىً عالٍ من الفعالية ولزيادة الإيرادات. شملت واجبات حاكم مصر المسؤوليةَ عن الأمن العسكري بحُكم كونه قائدًا للفيالق والكتائب الرومانية؛ والمسؤولية عن تنظيم الشؤون المالية والضرائب، وتطبيق العدالة.
بقيت المقاطعات المصرية في ظلّ حُكم المملكة البطلمية تحت الحكم الروماني بأكملها حتى جاءت الإصلاحات الإدارية لأغسطس ديوكلتيانوس (الذي حكَم من 284-305). في تلك القرون الثلاثة الأولى من مصر الرومانية، خضعت كامل البلاد للسيطرة الرومانية المركزية تحت حاكم واحد، يُدعى رسميًا باللاتينية حرفيًا: «حاكم الإسكندرية ومصر»، وعادةً ما أُشير إليه باللاتينية باسم: «حاكم مصر». يدلّ اللقب المزدوج للحاكم بصفته «حاكم الإسكندرية ومصر» على الفروق بين صعيد مصر والوجه البحري، والإسكندرية، بسبب أن الإسكندرية الواقعة خارج دلتا النيل لم تكن ضمن حدود مصر الجغرافية المعروفة في ذلك الزمان.
تُعتبر مصر الرومانية المقاطعة الرومانية الوحيدة التي كان حاكمها من طبقة إكوايتس في النظام الاجتماعي الروماني؛ في حين كان الحكام الآخرون من طبقة مجلس الشيوخ، بجانب مناصبهم في مجلس الشيوخ الروماني، بما في ذلك أفراد القنصل الرومانيين سابقًا، لكن حظي حاكم مصر بدرجةٍ ما بسلطات مدنية وعسكرية (الإمبريوم) تُكافئ سلطة نائب القنصل، نظرًا لإسناد القانون الروماني له سلطة الإمبريوم. وعلى العكس من المقاطعات التي يحكمها أعضاء مجلس الشيوخ، أُوكلت إلى الحاكم مسؤولية تحصيل ضرائب محددة، وتنظيم شحنات الحبوب بالغة الأهمية من مصر (بما فيها نظام كورا آنوناي). وبسبب تلك المسؤوليات المالية، توجّبت متابعة وتنظيم إدارة المحافظ بصورة حثيثة.
كان حاكم مصر هو ثاني أعلى منصب متاح لأفراد طبقة إكوايتس على هرم المناصب الروماني (بعد منصب القائد البرايتوري)، قائد الحرس الإمبراطوري البرايتوري)، وواحدًا من أعلى المناصب أجرًا، براتب سنوي يبلغ 200,000 سيستيرشي (وهو منصب دوسيناري). عُيّن الحاكم بمعرفة الإمبراطور؛ ومن ناحية رسمية، فقد شابهت مكانةُ الحاكم ومسؤولياته مكانةَ ومسؤوليات القنصل نفسه: عدالته («تحقيق المساواة»)، وبُعد نظره («حصافته»). ومع بداية القرن الثاني، غالبًا ما مثّل منصب حاكم مصر المرحلة قبل النهائية في مسيرة الحاكم البرايتوري.
انتهت صلاحيات الحاكم بصفته حاكمًا، والتي شملت حقّ إصدار المراسيم، وباعتباره أعلى سلطة قضائية إصدار الأمر بعقوبة الإعدام، «حق السيف»، بمجرد وصول خليفته إلى عاصمة المقاطعة في الإسكندرية، والذي يتسلم كذلك القيادة العامة للجيوش الرومانية في الحامية المصرية. في البداية، تمركزت ثلاث فيالق في مصر، منها اثنان فقط من عهد تيبيريوس قيصر (الذي حكَم من 14 حتى 37 ميلادية). يُذكر أن المهام الرسمية لحاكم مصر معروفة بشكل جيد، بسبب وجود عدد كافٍ من وثائق تلك الفترة يُتيح تصوّرًا كاملًا لنظام اللوائح الرسمية لجميع مسؤوليات الحكام.
عقد الحاكم مؤتمرًا بشكل سنوي في الوجه البحري، ومرة كل سنتين في صعيد مصر؛ تُقام خلال المؤتمر محاكمات قانونية، وتُراجَع فيه ممارسات الموظفين الإداريين، عادةً بين يناير (إيانوريوس) وأبريل (أبريليس)، على التقويم الروماني. وثمة أدلة أثرية باقية على أكثر من 60 مرسومًا أصدرها حكام مصر الرومان.
بالإضافة إلى الحكومة في مصر، عين الأباطرة الرومان العديد من الوكلاء للمقاطعة من ذوي الرتب الأقل شأنًا، وجميعهم من فئة إكوايتس، وبدءًا من عهد كومودوس على الأقل (الذي حكَم من 176 حتى 192) كانوا من نفس شريحة راتب «دوسيناري». أما مدير إيديوس لوغوس، أي المسؤول عن الإيرادات الخاصة مثل عائدات الممتلكات التي لا أصحاب لها، و"مانح القوانين، فقد عيّنه الإمبراطور. من عهد هادريان (الذي حَكم من 117-138)، نُقلت سلطات الحاكم المالية والسلطة على المعابد والكهنوت المصريين إلى الوكلاء، ديوكيتيس، والمدير المالي، والكاهن الأكبر. وأمكن للوكيل أن ينوب عن الحاكم عند الضرورة.
اختِير الوكلاء كذلك من أوساط العتقاء (العبيد المعتَقين) من الأسرة الإمبراطورية، بما في ذلك الحاكم أوسياكوس ذي السطوة، والمسؤول عن ممتلكات الدولة في المقاطعة. واضطلع غيرهم من الوكلاء بمسؤوليات عائدات الزراعة في احتكارات الدولة، والإشراف على الأراضي الزراعية، ومستودعات الإسكندرية، والتصدير والهجرة. لا توجد أدلة تُثبت تلك المهام بشكل كافٍ، وغالبًا ما تقتصر المعلومات المتبقية عنها هي بعض أسماء الموظفين بالإضافة إلى أسماء المناصب. على العموم، لا تُعتبر الإدارة المركزية الإقليمية لمقاطعة مصر الرومانية معروفة بشكلٍ أفضل من الحكومات الرومانية للمقاطعات الأخرى، لأنه بخلاف باقي مصر، لم تكن ظروف الحفاظ على أوراق البردية الرسمية مواتية بقدرٍ مناسب في الإسكندرية.

## السياسة
ظلت مصر في الفترة التي ما بين سنة(31 ق. م)وسنة (395 م)تابعه للدولة الرومانية واعتمدت روما في توطيد سلطانها على مصر بالقوة العسكرية والتي أقامت لهم الثكنات في أنحاء البلاد فكان هناك حامية شرق
الإسكندرية وحامية بابليون وحامية أسوان وغيرها من الحاميات التي انتشرت في أرجاء البلاد.
وكان يتولى حكم مصر وال يبعثه الإمبراطور نيابة عنه ومقره الإسكندرية يهيمن على إدارة البلاد وشئونها المالية وهو مسئول أمام الإمبراطور مباشرة وكانت مدة ولايته قصيرة حتى لا يستقل بها، وهذا ما جعل الولاة لا يهتمون بمصالح البلاد بل صبوا اهتماماتهم على مصالحهم الشخصية وحرموا المصريين من الاشتراك في إدارة بلادهم مما جعلهم كالغرباء فيها، بالإضافة إلى منعهم من الانضمام للجيش حتى لا يدفعهم ذلك إلى جمع صفوفهم ومقاومة الرومان في المستقبل.
وأمام هذه السياسة الجائرة فقد رأى المصريون أن الرومان مغتصب آخر أخذ الحكم من مغتصب أول وهم البطالسة، فلم يتغير من الوضع شيء بل أزداد الأمر سؤ كما كان يحدث عادة عند انتقال الحكم من أسرة فرعونية إلى أخرى فرعونية.
وقد رضخ المصريون لهذا الحكم فترة وثاروا في فترات وكانت الحاميات الرومانية تقضى على هذه الثورات بكل عنف ومن أخطر هذه الثورات ما حدث في عهد الإمبراطور (ماركوس أورليوس) :(161_180 م) وعرف بحرب الزرع أو الحرب البكوليه_ نسبة إلى منطقه في شمال الدلتا _ وتمكن المصريون من هزيمة الفرق الرومانية وكادت الإسكندرية أن تقع في قبضة الثوار لولا وصول إمدادات للرومان من سوريا قضت على هذه الثورة.

## الاقتصاد
كانت مصر بالنسبة إلى روما البقرة الحلوب إذ كانت نظم الإدارة تستغل الثروات وتبتز أموال المصريين تجارا ومزارعين وصناعا حتى هجر عدد كبير من المصريين متاجرهم ومزارعهم ومصانعهم مما أدى إلى كساد التجارة وتأخر الزراعة وتقهقر الصناعة، وقلت الموارد، وضعف الإنتاج، وأهمل نظام الرى وفقد الأمن وكثر السلب والنهب، وفر المصريين من قسوة الحكم وفساده، وجشعه، فقد فرضت ضرائب عديدة لا حصر لها فهناك ضريبة سنوية تجبى على الحيوان وعلى الأرض الصالحة للزراعه، وعلى الحدائق، وضريبه شهريه تجبى من التجار على اختلاف متاجرهم وكذلك على التجارة المارة من النيل.
وكان صاحب المصنع ملزما بدفع ضريبه قبل خروج البضاعة من مصنعه ،وضريبة التاج التي كان المصريون يكرهون عليها لتقديم الأموال هدية لشراء تاج الإمبراطور عند ارتقائه العرش أو عند الشروع في بناء معبد أو تمثال للإمبراطور، وضريبة على السفن والعربات وبيع الأراضي، وعلى الحمامات العامة والأسواق، وأثاث المنازل، ومن لم يقم بدفع هذه الضرائب فإنه يعمل في السخرية في حفر الترع وتطهيرها.
وعلاوة على ذلك كان على المصريين تزويد الجنود الرومان بالقمح والشعير لغذائهم وعلف دوابهم عند مرورهم بقرى مصر. وقد أثقل الرومان على المصريين بالضرائب الباهظة المتعددة التي شملت كل شيء والتي جعلت الحياة جحيما لا يطاق، مما أدى إلى فرار كثير من الزراع عن مواطنهم، وترك أرضهم بدون زراعه، فارتفعت الأسعار، وتدهورت الزراعة، فالصناعة واكمشت التجارة.

## الديانة

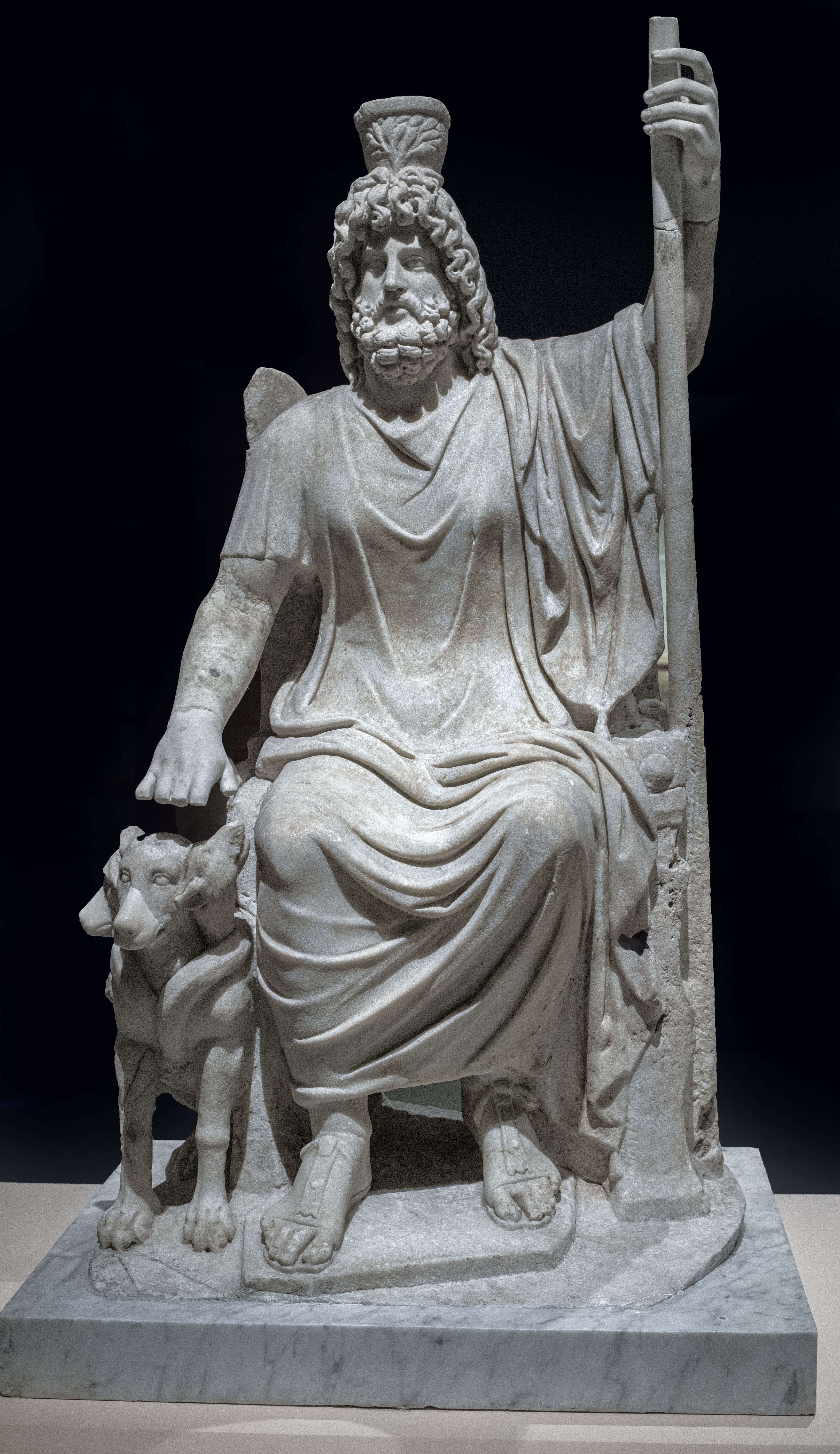
سيرابيس على عرشه

ترك الرومان للمصريين في بادئ الأمر حرية العقيدة، وعاملوهم في هذه الناحية باللين، فلم يتدخلوا أويحدوا من حرية المعتقدات، وكانت مصر كغيرها من الولايات الرومية تدين بالدين الوثنى، وظل المصريون ينعمون بهذه الحرية إلى أن نشأت المسيحية في موطنها الأم فلسطين، وكانت مصر في طليعة البلاد التي تسربت إليها المسيحية في منتصف القرن الأول الميلادي، على يد القديس (مرقس) لقربها من فلسطين.
وأخذ هذا الدين ينتشر في الإسكندرية والوجه البحرى ثم انتشر تدريجيا في أنحاء مصر خلال القرن الثاني الميلادي فثارت مخاوف الرومان الوثنيين، وصبوا العذاب صبا على المصريين الذين اعتنقوا المسيحية، وتركوا الوثنية الدين الرسمي للدولة.
وأخذ الاضطهاد صورة منظمة في عهد الإمبراطور سفروس(193_211م) ثم بلغ ذروتهالقصوى في حكم الإمبراطور دقلديانوس (284-305م) فقد رغب هذا الإمبراطور أن يضعه رعاياه موضع الألوهية، حتى يضمن حياته وملكه، فقاومه المسيحيون في ذلك، فعمد إلى تعذيبهم، فصمد المصريون لها الاضطهاد بقوة وعناد أضفى عليه صفة قومية، وقدمت مصر في سبيل عقيدتها أعدادا كبيرة من الشهداء مما حمل الكنيسة القبطية في مصر أن تطلق على عصر هذا الإمبراطور (عصر الشهداء).
ولم تفلح وسائل الاضطهاد في وقف انتشار المسيحية التي عمت كل بلاد مصر.
وقد خففت وسائل الاضطهاد عندما اعترف الإمبراطور قسطنطين الأول : (306_337م) بالمسيحية دينا مسموحا به في الدولة كبقية الأديان الأخرى.
وأصدر الأمير تيودوسيوس الأول (378_395م)في سنة 381م مرسوما بجعل المسيحية دين الدولة الرسمي الوحيد في جميع أنحاء الإمبراطوريه.
وأخذت الاضطهادات، وسبل التعذيب تنصب تبعا لذلك على الوثنيين بعد أن كانت تتوالى على المسيحيين، وتابع المسيحيون نشر دينهم بنفس القوة التي حاول بها أنصار الوثنية إخماد جذورة المسيحية بها.
وعلى الرغم من أن المسيحية صارت الدين الرسمي للإمبراطور، لم تنعم مصر بهذا المرسوم لوقوع خلاف وجدال في طبيعة السيد المسيح __ وبلغ النزاع أقصاه بين كنيسة الإسكندرية التي تنادى بالطبيعة الواحدة للمسيح (وهي ان الطبيعة الالهية والطبيعة البشرية اتت إلى موضع واحد، وهو جسد المسيح، بغير اختلاط ولا امتزاج ولاتغيير في الطبيعتين)، وبين كنيسة روما القائلة بالطبيعتين.
وبذلك تعرض المصريون لألوان العذاب لاعتناقهم مذهبا مخالفا لمذهب الإمبراطورية.

## معرض صور

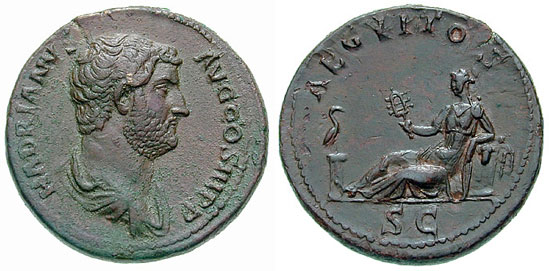
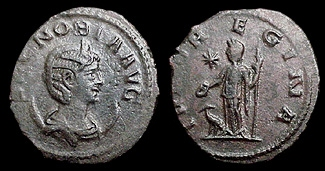
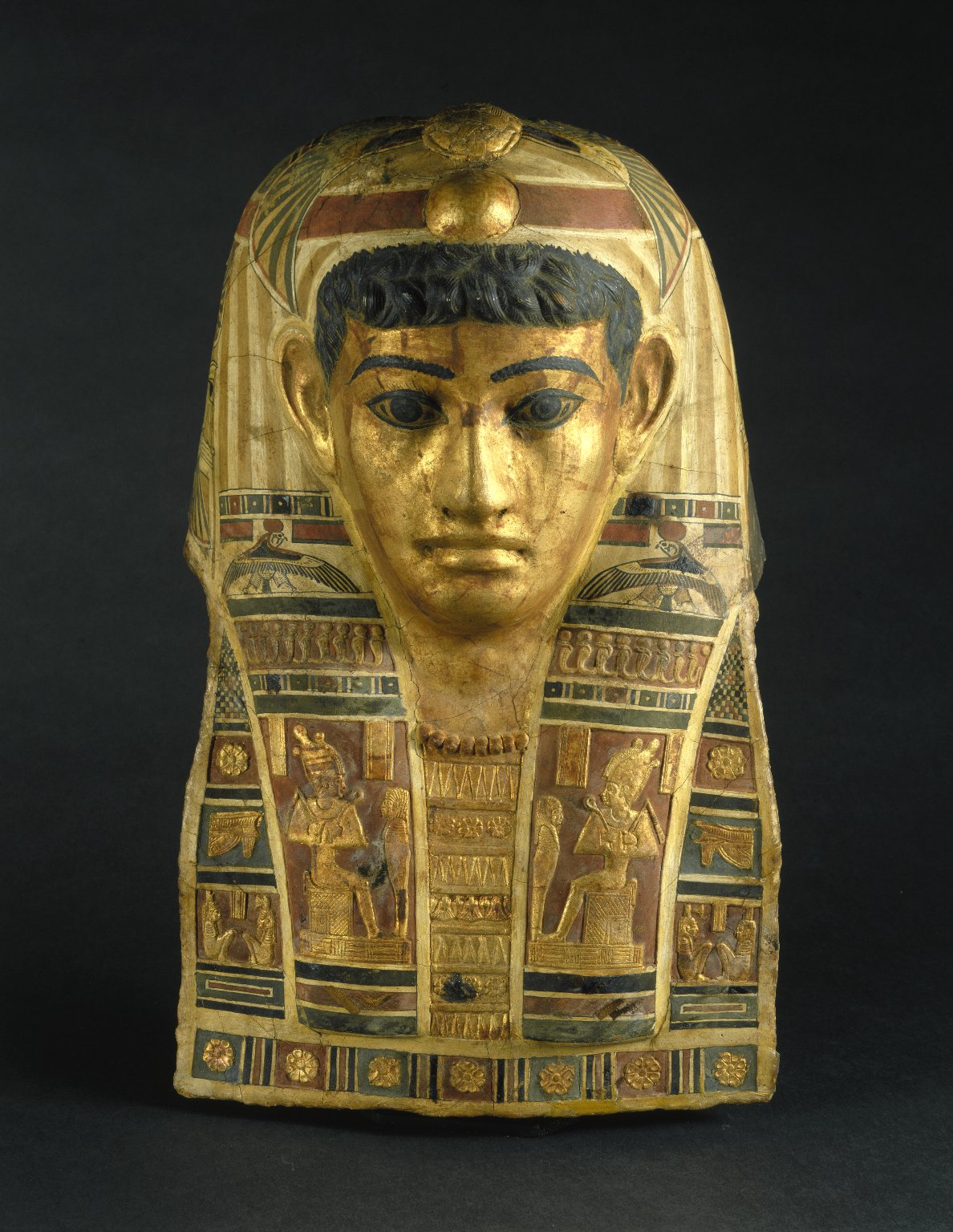